# Fulton County (Ohio)
Fulton County ist ein County im Bundesstaat Ohio der Vereinigten Staaten. Der Verwaltungssitz (County Seat) ist Wauseon.

## Geographie
Das County liegt fast im äußersten Nordwesten von Ohio, grenzt im Norden an Michigan und hat eine Fläche von 1045 Quadratkilometern, wovon ein Quadratkilometer Wasserfläche ist. Es grenzt im Uhrzeigersinn an folgende Countys: Lenawee County (Michigan), Lucas County, Henry County, Williams County und Hillsdale County (Michigan).

## Geschichte
Fulton County wurde am 20. Februar 1850 aus Teilen des Henry-, Lucas- und Williams County gebildet. Benannt wurde es nach Robert Fulton, einem nordamerikanischen Ingenieur der die ersten brauchbaren Dampfschiffe und das U-Boot Nautilus baute.
Sechs Bauwerke und Stätten des Countys sind im National Register of Historic Places eingetragen (Stand 13. April 2018).

## Demografische Daten

Alterspyramide des Fulton County

Nach der Volkszählung im Jahr 2000 lebten im Fulton County 42.084 Menschen in 15.480 Haushalten und 11.687 Familien. Die Bevölkerungsdichte betrug 40 Einwohner pro Quadratkilometer. Ethnisch betrachtet setzte sich die Bevölkerung zusammen aus 95,65 Prozent Weißen, 0,24 Prozent Afroamerikanern, 0,26 Prozent amerikanischen Ureinwohnern, 0,42 Prozent Asiaten, 0,04 Prozent Bewohnern aus dem pazifischen Inselraum und 2,31 Prozent aus anderen ethnischen Gruppen; 1,08 Prozent stammten von zwei oder mehr Ethnien ab. 5,76 Prozent der Bevölkerung waren spanischer oder lateinamerikanischer Abstammung.
Von den 15.480 Haushalten hatten 37,1 Prozent Kinder und Jugendliche unter 18 Jahre, die bei ihnen lebten. 63,2 Prozent waren verheiratete, zusammenlebende Paare, 8,2 Prozent waren allein erziehende Mütter, 24,5 Prozent waren keine Familien, 21,1 Prozent waren Singlehaushalte und in 9,4 Prozent lebten Menschen im Alter von 65 Jahren oder darüber. Die Durchschnittshaushaltsgröße betrug 2,69 und die durchschnittliche Familiengröße lag bei 3,13 Personen.
Auf das gesamte County bezogen setzte sich die Bevölkerung zusammen aus 28,3 Prozent Einwohnern unter 18 Jahren, 7,7 Prozent zwischen 18 und 24 Jahren, 28,7 Prozent zwischen 25 und 44 Jahren, 22,6 Prozent zwischen 45 und 64 Jahren und 12,7 Prozent waren 65 Jahre alt oder darüber. Das Durchschnittsalter betrug 36 Jahre. Auf 100 weibliche Personen kamen 95,6 männliche Personen. Auf 100 Frauen im Alter von 18 Jahren oder darüber kamen statistisch 93,3 Männer.
Das jährliche Durchschnittseinkommen eines Haushalts betrug 44.074 USD, das Durchschnittseinkommen der Familien betrug 50.952 USD. Männer hatten ein Durchschnittseinkommen von 36.180 USD, Frauen 25.137 USD. Das Prokopfeinkommen betrug 18.999 USD. 4,0 Prozent der Familien und 5,4 Prozent der Bevölkerung lebten unterhalb der Armutsgrenze. Davon waren 6,1 Prozent Kinder oder Jugendliche unter 18 Jahre und 4,6 Prozent waren Menschen über 65 Jahre.